# Kelun
Kelun é uma banda de j-rock formada em 2006 patrocinada pela Sony Music Entertainment Japan.
Kelun foi originalmente uma banda chamada Utari, formada em 2006. Seu primeiro álbum, “Utari”, foi lançado em abril. Virou febre nas paradas indie e logo a banda entrou em sua primeira turnê, batizada de “February Tour” em fevereiro de 2007. Em setembro de 2007, a banda mudou seu nome oficialmente para Kelun.
"Astral Lamp", primeiro CD da banda, foi lançado em novembro de 2007, pela Sony Music Entertainment. O anime Gintama usou a faixa “Signal”, do álbum “Astral Lamp”, como sétimo tema de encerramento. Iniciaram uma grande turnê de nome "Astral Lamp" por todo o Japão.
Em fevereiro de 2008, a banda lançou “Sixteen Girl” como single. Ele foi escolhido para ser tema de abertura do programa JapanCountdown, da TV Tokyo. Saíram em turnê na região de Kanto, em abril, apelidada de “April Tour”. Em maio de 2008, o baixista Satou Shuusaku saiu e foi substituído por Yukito. O segundo single mais importante de Kelun, “Chu-Bura”, foi lançado em julho de 2008 e foi usado pelo anime Bleach como oitavo tema de abertura , catapultando Kelun para a fama.

## Perfis dos membros
Ryosuke Kojima (児嶋亮介 Kojima Ryousuke)
- Data de nascimento: 5 de dezembro de 1979
- Local:Chiba, na região de Kanto
- Vocalista, guitarrista e pianista

Yukito (如人 Yukito)
- Data de nascimento: 15 de fevereiro
- Local: Chiba, na região de Kanto
- Baixista

Masahiro Kajitani (梶谷雅弘 Kajitani Masahiro)
- Data de nascimento: 20 de janeiro de 1982
- Local: Tottori, na região de Chugoku
- Baterista

## Discografia

### Álbums e EPs
- Astral Lamp (21 de novembro de 2007)
- Kelun (3 de setembro de 2008)

### Singles
- Sixteen Girl (20 de fevereiro de 2008)
- Chu-Bura (2 de julho de 2008)
- Hitori Bun no Ai (em conjunto com Ebisu Miho - 24 de junho de 2009)

## Popularidade
- "Signal" é a sétima música tema de encerramento de Gintama
- "Sixteen Girl" foi tema de abertura do programa musical JapanCountdown
- "Chu-Bura" é a oitava música tema de abertura de Bleach
- "Boys Don't Cry", do álbum "Chu-Bura", foi a música tema de abertura para o jogo de PlayStation Portable, Bleach: Soul Carnival
- "Heart Beat" é música tema de abertura do j-drama RH Plus